# Methcathinone
Methcathinone /ˌmɛθˈkæθɪˌnoʊn/ (α-metylamino- propiophenone hoặc ephedrone) (đôi khi được gọi là "mèo" hay "Jeff" hoặc "vuốt mèo" hay "M-Cat" hoặc "intash") là một chất kích thích <a href="./Thuốc tâm thần" rel="mw:WikiLink" data-linkid="138" data-cx="{&amp;quot;adapted&amp;quot;:true,&amp;quot;sourceTitle&amp;quot;:{&amp;quot;title&amp;quot;:&amp;quot;Psychoactive drug&amp;quot;,&amp;quot;thumbnail&amp;quot;:{&amp;quot;source&amp;quot;:&amp;quot;http://upload.wikimedia.org/wikipedia/commons/thumb/7/7a/Psychoactive_Drugs_Legend.jpg/80px-Psychoactive_Drugs_Legend.jpg&amp;quot;,&amp;quot;width&amp;quot;:80,&amp;quot;height&amp;quot;:70},&amp;quot;description&amp;quot;:&amp;quot;chemical{{Liên kết hỏng|date=2022-02-09 |bot=InternetArchiveBot }} substance that affects brain function or perception&amp;quot;,&amp;quot;pageprops&amp;quot;:{&amp;quot;wikibase_item&amp;quot;:&amp;quot;Q3706669&amp;quot;},&amp;quot;pagelanguage&amp;quot;:&amp;quot;en&amp;quot;},&amp;quot;targetTitle&amp;quot;:{&amp;quot;title&amp;quot;:&amp;quot;Thuốc tâm thần&amp;quot;,&amp;quot;pageprops&amp;quot;:{&amp;quot;wikibase_item&amp;quot;:&amp;quot;Q3706669&amp;quot;},&amp;quot;pagelanguage&amp;quot;:&amp;quot;vi&amp;quot;},&amp;quot;targetFrom&amp;quot;:&amp;quot;link&amp;quot;}" class="mw-redirect cx-link" id="mwFQ" title="Thuốc tâm thần">thần kinh</a> monoamine alkaloid và mộtcathinone thay thế. Nó được sử dụng như một loại thuốc giải trí do tác dụng kích thích và hưng phấn mạnh mẽ của nó và được coi là gây nghiện, với cả việc rút cả về thể chất và tâm lý xảy ra nếu ngừng sử dụng sau khi dùng thuốc kéo dài hoặc dùng liều cao. Nó thường được khịt qua mũi, nhưng có thể được hút, tiêm hoặc uống.
Methcathinone được liệt kê là chất được kiểm soát theo Lịch I theo Công ước về các chất hướng thần và Đạo luật về các chất bị kiểm soát của Hoa Kỳ và do đó nó không được coi là an toàn hoặc hiệu quả trong điều trị, chẩn đoán, phòng ngừa hoặc chữa khỏi mọi bệnh, và không có sử dụng y tế đã được phê duyệt. Sở hữu và phân phối methcathinone cho mục đích tiêu dùng của con người là bất hợp pháp trong bất kỳ / tất cả các trường hợp tại Hoa Kỳ và là bất hợp pháp hoặc được quy định cao trong hầu hết các khu vực pháp lý trên toàn thế giới.

## Lịch sử
Methcathinone được tổng hợp lần đầu tiên vào năm 1928 tại Hoa Kỳ  và được Parke-Davis cấp bằng sáng chế vào năm 1957. Nó được sử dụng ở Liên Xô trong những năm 1930 và 1940 như là một chất chống trầm cảm (dưới tên Эфедрр - ephedrone). Methcathinone từ lâu đã được sử dụng như một loại thuốc lạm dụng ở Liên Xô và Nga. 

Vào khoảng năm 1994, chính phủ Hoa Kỳ đã đề nghị với Tổng thư ký LHQ rằng methcathinone nên được liệt kê là chất được kiểm soát theo Lịch trình I trong Công ước về các chất hướng thần.
Ở các vùng của Châu Âu, methcathinone không được liệt kê là một loại thuốc nguy hiểm.    Ở Vương quốc Anh, nó được liệt kê là thuốc loại B, nhưng Bộ Nội vụ đang xem xét phân loại lại thành Loại A khi được hòa tan trong nước để tiêm, như amphetamine. 

## Tác dụng
Methcathinone hydrochloride làm tăng hoạt động vận động của loài gặm nhấm tự phát, tăng cường giải phóng dopamine từ các đầu dây thần kinh dopaminergic trong não, và gây ức chế sự thèm ăn.    Người dùng có thể dễ dàng quên tiêu thụ chất lỏng dẫn đến tăng khát và mất nước. Tác dụng của methcathinone tương tự như methamphetamine, ban đầu được coi là ít dữ dội hơn bởi người dùng thiếu kinh nghiệm và thường hưng phấn hơn.    Các tác dụng đã được so sánh với cocaine, vì nó thường gây tăng huyết áp và nhịp tim nhanh.
Các hiệu ứng được báo cáo bao gồm: 

- Cảm giác hưng phấn
- Tăng sự tỉnh táo
- Nói lắp
- Run rẩy chân tay
- Tăng nhịp tim
- Huyết áp tăng, nguy cơ đột quỵ hoặc đau tim
- Tăng sự đồng cảm và ý thức giao tiếp
- Cả hai đều giảm và tăng chức năng tình dục và ham muốn
- Bruxism

Tác dụng của methcathinone thường kéo dài từ bốn đến sáu giờ.     

## Dược lý
Methcathinone có ái lực rất mạnh đối với chất vận chuyển dopamine và chất vận chuyển norepinephrine (noradrenaline). Ái lực của nó đối với chất vận chuyển serotonin ít hơn methamphetamine.
Các liên kết C=O tại vị trí Rβ (trực tiếp bên phải của vòng phenyl) là hơi phân cực, và kết quả là thuốc không đi qua lipid hàng rào máu-não khá cũng như amphetamine. Tuy nhiên, nó là một chất ức chế tái hấp thu CNS mạnh và chất ức chế tái hấp thu dopamine. Sử dụng liều cao mãn tính có thể dẫn đến rối loạn tâm thần cấp tính, từ hoang tưởng nhẹ đến rối loạn tâm thần.  Những triệu chứng này thường biến mất nhanh chóng nếu ngừng sử dụng.
Các báo cáo giai thoại đã cung cấp một số thông tin về mô hình sử dụng methcathinone. Con đường quản trị phổ biến nhất là thông qua bơm hơi mũi (khịt mũi). Các tuyến hành chính khác bao gồm mỗi lần tiêm, tiêm IV và hút thuốc.

## Sử dụng bất hợp pháp
Các bản sao Methcathinone tương tự như các bản lề amphetamine ở chỗ người dùng có thể không ngủ hoặc ăn, và mất rất ít trong cách chất lỏng. Căng thẳng methcathinone được theo sau bởi thời gian ngủ dài, ăn quá nhiều, chảy máu cam kéo dài (bơm khí methcathinone ăn mòn vào niêm mạc mũi theo cách tương tự như đối tác methamphetamine của nó) và, trong một số trường hợp, trầm cảm. 

## Sử dụng tiêm tĩnh mạch
Tiêm chất này gần đây có liên quan đến các triệu chứng tương tự như các bệnh nhân mắc bệnh Parkinson (Manganism) do mangan dioxide hợp chất là sản phẩm phụ của quá trình tổng hợp với permanganat.

## Sử dụng lâm sàng
Công ước về các chất hướng tâm thần liệt kê methcathinone là một chất theo lịch trình I.
- Tại Hoa Kỳ, methcathinone được liệt kê là thuốc theo lịch trình I, không có sử dụng lâm sàng.[9]
- Ở Hà Lan, methylcathinone được liệt kê là chất cấp I của Luật thuốc phiện mà không được sử dụng trên lâm sàng.
- Tại Vương quốc Anh, methcathinone được liệt kê là thuốc nhóm B không có công dụng lâm sàng.[10]